# Hermann Hogeback
Hermann Hogeback (* 25. August 1914 in Oberstein; † 15. Februar 2004 in Dötlingen) war ein deutscher Luftwaffenoffizier und Kampfflieger der Luftwaffe im Zweiten Weltkrieg. Als Träger der Schwerter zum Eichenlaub des Ritterkreuz des Eisernen Kreuzes zählt Hogeback neben Werner Baumbach, Joachim Helbig und Dietrich Peltz zu den vier höchst ausgezeichneten Kampffliegern der Luftwaffe.

## Biografie

### Frühe Jahre und Militärausbildung
Als Sohn eines Steuerinspektors verbrachte Hogeback seine Jugend in Idar-Oberstein. Ab seinem 21. Lebensjahr wohnte er in Münster. Nach seinem Abitur wurde Hogeback Soldat und trat am 1. Juli 1934 der Wehrmacht bei. Dort wurde er im Heer der 9. Kompanie des Infanterie-Regiment 15 in Kassel eingesetzt. Im Juli 1935 erfolgte sein Wechsel zur Luftwaffe. Dort absolvierte Hogeback seine Ausbildung zum Flugzeugführer. Anschließend erfolgte seine Zuteilung in die III. Gruppe des Lehrgeschwaders 1.

### Legion Condor
1938 nahm Hogeback im Rahmen der Legion Condor am Spanischen Bürgerkrieges als Kampfflieger in der Kampfgruppe K/88 teil. Hier wurde Hogeback an seinem ersten Einsatz am 13. September 1938 von Flak getroffen und musste mit seiner He 111 zwischen den Fronten notlanden. Erst in der Nacht konnte der schwer verwundete Hogeback und seine Besatzung von marokkanischen Einheiten geborgen werden. Nach zwei Monaten Lazarettaufenthalt, kehrte er zur Legion Condor zurück. Nach seiner Rückkehr nach Deutschland, hatte Hogepack bereits über 100 Feindflüge absolviert. Für seinen Einsatz bei der Legion Condor erhielt er das Spanienkreuz in Gold mit Schwertern.

### Zweiter Weltkrieg
Mit Beginn des Zweiten Weltkrieges beteiligte sich Hogeback im Verband des Lehrgeschwaders 1 in der dortigen III. Gruppe am Überfall auf Polen. Das Geschwader unterstand dabei der Luftwaffen-Lehr-Division unter der Führung der Luftflotte 1. Noch im September 1939 wurde die III. Gruppe um Hogeback der Luftflotte 2 unterstellt. Im Westfeldzug ab Mai 1940 flog die Gruppe um Hogeback weitere Einsätze. Bei der anschließenden Luftschlacht um England flog Hogeback 28 Angriffe auf die britische Hauptstadt London. Mit Beginn des Jahres 1941 flog die Gruppe um Hogeback noch immer Einsätze gegen England. Dem folgten Einsätze im Balkanfeldzug über Jugoslawien. Nach der Verlegung des Geschwaders in den Mittelmeerraum, flog Hogeback dort vornehmlich Angriffe gegen Schiffs- und Erdziele. Unter anderem auch Einsätze bei Tobruk und bei der Panzerschlacht bei Sollum. Vor Sizilien versenkte Hogeback mit seiner Ju 88 einen Frachter mit 10.000 BRT. Nach 163 Feindflügen erhielt Hogeback als Oberleutnant und Staffelkapitän im LG 1 am 8. September 1941 das Ritterkreuz des Eisernen Kreuzes verliehen.
Mitte November 1941 wurde sein Geschwader an die Ostfront verlegt. Hier flog die III. Gruppe des LG 1 Einsätze über der Krim und 1942 in der dortigen Schlacht um Sewastopol. Im Juli 1942 wurde Hogeback zum Kommandeur der III. Gruppe des LG 1 ernannt. Im September 1942 wurde Hogebacks Gruppe aus dem Fronteinsatz im Osten herausgezogen und nach Nordfrankreich verlegt. Hier erhielt Hogeback am 24. September 1942 als Hauptmann das Deutsche Kreuz in Gold verliehen. Im November 1942 wurde seine Gruppe in Creil in die III. Gruppe des Kampfgeschwaders 6 umbenannt. Im Januar 1943 lag die III. Gruppe noch in der Wiederaufstellungsphase in Creil. Anschließend erfolgten erneut Angriffe auf das britische Festland. Hier erhielt Hogeback, im Range eines Hauptmanns und nach 416 Feindflügen, am 20. Februar 1943 für die Leistungen seiner III. Gruppe im LG 1 als 191. Soldat der Wehrmacht das Eichenlaub zum Ritterkreuz verliehen. Im März 1943 erfolgte Hogebacks Beförderung zum Major. Am 12. August 1943 wurde Hogeback, mittlerweile im Range eines Oberstleutnants, zum Kommodore des KG 6 ernannt. Er war hier Nachfolger von Walter Storp. Hogebacks Geschwader lag bereits
im Juli 1943 in Italien, um die dortige Alliierte Invasion abzuwehren. Im Oktober 1943 erfolgte die Splittung seines Geschwaders. Während die III. Gruppe in Griechenland stationiert wurde, kam der Rest des Geschwaders wieder nach Frankreich. Im Winter 1943/44 flog das Geschwader Einsätze im Rahmen des Unternehmens Steinbock.

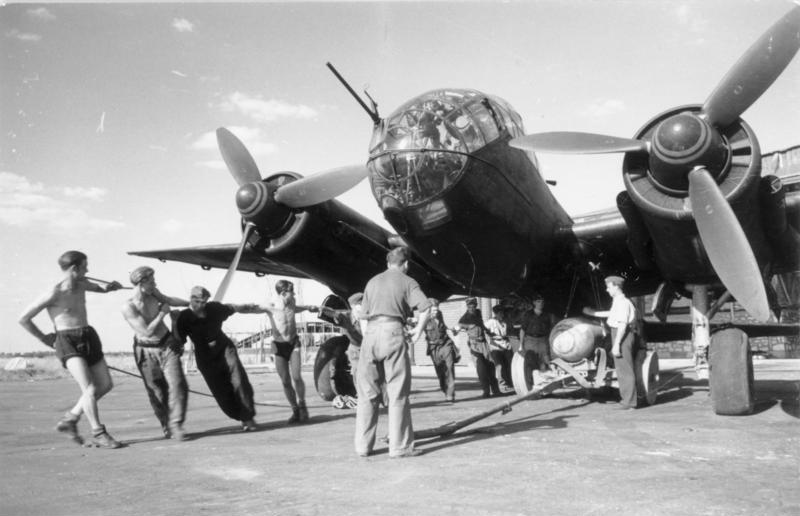
Ju 188 der 2. Staffel des KG 6 nach der Alliierten Invasion in der Normandie in Frankreich (Propagandaufnahme).

Ab Herbst 1943 wurde das Geschwader um Hogeback teilweise auf neue Flugzeugtypen umgerüstet. Bis Juni 1944 war die Umrüstung der I. Gruppe auf Ju 188 abgeschlossen. Die II. Gruppe befand sich zum Zeitpunkt der alliierten Landung in der Normandie noch in der Umrüstungsphase, ebenso die III. Gruppe, die teilweise Jäger vom Typ Fw 190 und Bf 109 erhielt. Danach erfolgten Einsätze gegen den alliierten Brückenkopf, wobei das Geschwader fast restlos aufgerieben wurde. Im September 1944 wurde das KG 6 aus Frankreich abgezogen und nach Mitteldeutschland verlegt und dort bis November 1944 umgerüstet. Die neue Bezeichnung von Hogebacks Geschwader lautete ab dem 13. November 1944 Kampfgeschwader (J) 6. Unterstellt wurde das Geschwader dem IX. Fliegerkorps in Prag. Das Geschwader mit seinem drei Gruppen verteilte sich dabei auf die Flugplätze Prag-Gbell (Stab und I. Gruppe), Prag-Kletschany (II. Gruppe) und Prag-Rusin (III. Gruppe). Ab Januar 1945 wurde die III. Gruppe auf Me 262 umgeschult. Am 26. Januar 1945 erhielt Hogeback als Oberstleutnant und Kommodore des KG 6 die Schwerter zum Eichenlaub verliehen (125. Verleihung). Im April 1945 flog Hogeback die letzten Einsätze des Geschwaders, zu dessen vollständiger Umrüstung es nicht mehr gekommen zu sein scheint. Am 9. April 1945 wurde das Geschwader von Prag nach Graz verlegt, wo das Personal zur Aufstellung der 10. Fallschirmjäger-Division und der 11. Fallschirmjäger-Division herangezogen werden sollte. Bei Kriegsende geriet Hogeback in US-amerikanische Kriegsgefangenschaft, aus der er im September 1945 entlassen wurde.
Die Besatzung Hogeback, mit dem Beobachter Wilhelm Dipberger, dem Funker Wilhelm Lehnert und dem Bordschützen Günther Gläsner, war die einzige Kampffliegerbesatzung der Luftwaffe, die bei Kriegsende ausschließlich aus Ritterkreuzträgern bestand.

### Nachkriegsleben
Hogenback studierte nach dem Krieg Rechtswissenschaften; er arbeitete später als Autokaufmann in Münster.